# Great Internet Mersenne Prime Search

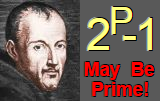
Logo de GIMPS

Le Great Internet Mersenne Prime Search, ou GIMPS, est un projet de calcul partagé où les volontaires utilisent un logiciel client pour chercher les nombres de Mersenne premiers.
Le projet a été fondé par George Woltman, qui est aussi le créateur du logiciel de calcul distribué employé.
L'algorithme utilisé est le test de primalité de Lucas-Lehmer pour les nombres de Mersenne.
Ce projet a permis de trouver les quinze plus grands nombres de Mersenne premiers connus qui sont aussi les quinze plus grands nombres premiers connus. Le plus grand connu depuis octobre 2024 est 2136 279 841 − 1, un nombre de  41 024 320 chiffres.
Ainsi, le GIMPS a pu remporter le 6 avril 2000, la première récompense de 50 000 USD offerte par l'Electronic Frontier Foundation pour la découverte du premier nombre premier de plus d'un million de chiffres (avec M6 972 593 de 2 098 960 chiffres). Des règles de répartition de la récompense sont prévues par le GIMPS entre l'internaute qui trouve le nombre, le GIMPS, des œuvres caritatives et les autres internautes qui participent au GIMPS et trouvent des nombres premiers. L'Electronic Frontier Foundation offre d'autres récompenses de 100 000, 150 000 et de 250 000 USD pour, respectivement, la découverte de nombres premiers de plus de 107, 108 et 109 chiffres. Le GIMPS ayant trouvé le 23 août 2008, M43 112 609, un nombre premier de 12 978 189 chiffres, a remporté le second prix de 100 000 USD.

## Nombres premiers découverts
Un nombre de Mersenne premier, noté Mp, est un nombre premier s'écrivant sous la forme {\displaystyle 2^{p}-1}, p étant un nombre premier. 
Avec la notation Mn, n est le rang du nombre de Mersenne. Au 1er février 2016, M44 (232 582 657-1) est le plus grand nombre premier de Mersenne pour lequel on sait qu'il n'y a pas d'autre nombre premier de Mersenne plus petit encore inconnu. La vérification est en cours pour les nombres plus grands. Notons que les nombres ne sont pas forcément découverts dans l'ordre croissant, puisque la découverte se fait par un travail collaboratif de milliers d'ordinateurs.  Au 18 août 2019 tous les exposants inférieurs à 47 730 973 ont été testés et contrôlées ce qui garantit que M46 est bien le 46e M et tous les exposants inférieurs à 84 589 913 ont été testés au moins une fois ce qui pré-garantit que tous les nombres de Mersenne inférieurs à M51 ont été trouvés.
| Date de découverte | Nombre       | Nombre de chiffres | Mn  | Statut de la seconde vérification |
| ------------------ | ------------ | ------------------ | --- | --- |
| 21 octobre 2024    | M136 279 841 | 41 024 320         | M52 | [ 5 ] |
| 7 décembre 2018    | M82 589 933  | 24 862 048         | M51 | vérifié par seconds calculs, le 21 décembre 2018.                                                                                      |
| 26 décembre 2017   | M77 232 917  | 23 249 425         | M50 | Tous les exposants inférieurs ont été testés au moins une fois dans un intervalle allant de 34 à 82 heures de calculs                  |
| 7 janvier 2016     | M74 207 281  | 22 338 618         | M49 | Tous les exposants inférieurs n'ont pas tous été testés au moins une fois                                                              |
| 25 janvier 2013    | M57 885 161  | 17 425 170         | M48 | Tous les exposants inférieurs ont été testés au moins une fois (4 octobre 2015)                                                        |
| 12 avril 2009      | M42 643 801  | 12 837 064         | M46 | Tous les exposants inférieurs ont été testés au moins une fois (5 septembre 2012)                                                      |
| 6 septembre 2008   | M37 156 667  | 11 185 272         | M45 | Tous les exposants inférieurs ont été testés au moins une fois (25 décembre 2010)                                                      |
| 23 août 2008       | M43 112 609  | 12 978 189         | M47 | Tous les exposants inférieurs ont été testés au moins une fois (5 septembre 2012)                                                      |
| 4 septembre 2006   | M32 582 657  | 9 808 358          | M44 | Seconde vérification de tous les exposants inférieurs prouve que M32 582 657 est le 44e nombre de Mersenne premier (8 novembre 2014)   |
| 15 décembre 2005   | M30 402 457  | 9 152 052          | M43 | Seconde vérification de tous les exposants inférieurs prouve que M30 402 457 est le 43e nombre de Mersenne premier (23 février 2013)   |
| 18 février 2005    | M25 964 951  | 7 816 230          | M42 | Seconde vérification de tous les exposants inférieurs prouve que M25 964 951 est le 42e nombre de Mersenne premier (20 décembre 2012)  |
| 15 mai 2004        | M24 036 583  | 7 235 733          | M41 | Seconde vérification de tous les exposants inférieurs prouve que M24 036 583 est le 41e nombre de Mersenne premier (1er décembre 2011) |
| 17 novembre 2003   | M20 996 011  | 6 320 430          | M40 | Seconde vérification de tous les exposants inférieurs prouve que M20 996 011 est le 40e nombre de Mersenne premier (11 juillet 2010)   |
| 14 novembre 2001   | M13 466 917  | 4 053 946          | M39 | Seconde vérification de tous les exposants inférieurs prouve que M13 466 917 est le 39e nombre de Mersenne premier (10 juillet 2006)   |
| 1er juin 1999      | M6 972 593   | 2 098 960          | M38 | Seconde vérification de tous les exposants inférieurs prouve que M6 972 593 est le 38e nombre de Mersenne premier (2 février 2003)     |
| 27 janvier 1998    | M3 021 377   | 909 526            | M37 | Seconde vérification de tous les exposants inférieurs prouve que M3 021 377 est le 37e nombre de Mersenne premier (19 mai 2000)        |
| 24 août 1997       | M2 976 221   | 895 932            | M36 | Seconde vérification de tous les exposants inférieurs prouve que M2 976 221 est le 36e nombre de Mersenne premier (19 mai 2000)        |
| 13 novembre 1996   | M1 398 269   | 420 921            | M35 | Seconde vérification de tous les exposants inférieurs prouve que M1 398 269 est le 35e nombre de Mersenne premier (18 décembre 1998)   |

## Note
1. ↑  liste des nombres de Mersenne premiers sur mersenne.org
2. ↑  EFF Gives $50,000 to Finder of Largest Known Prime Number
3. ↑  Record 12-Million-Digit Prime Number Nets $100,000 Prize: Mersenne.org Wins EFF's Cooperative Computing Award
4. 1 2  http://www.mersenne.org/report_milestones/ (anglais)
5. ↑  « Mersenne Prime Discovery - 2^136279841-1 is Prime! », sur www.mersenne.org (consulté le 29 octobre 2024)
6. ↑  (en) « Mersenne Prime Discovery - 2^82589933-1 is Prime! », sur mersenne.org (consulté le 24 février 2021).
7. ↑  Nouveau record du plus grand nombre premier connu